# Porta Colina
Porta Colina (em latim: Porta Collina) foi uma porta da Muralha Serviana, supostamente construída por Sérvio Túlio (r. 578–535 a.C.), o rei semi-lendário de Roma.

## Localização
A Porta Colina localizava-se no Quirinal, no áger chamado Colina, no extremo norte da Muralha Serviana. Para além dela, as Vias Salária e Nomentana separaram-se. Dentro desta área a Alta Semita ligava o Quirinal à Porta Carmental. Vários templos estavam localizados próximos a porta, incluindo os templos de Vênus Ericina e Fortuna Euelpis. No século III, à esquerda estava os Jardins de Salústio e à direita as Termas de Diocleciano. Plutarco diz que, quando uma Vestal era punida por violar seu voto de castidade, a câmara subterrânea onde ela seria enterrava viva estava próximo à Porta Colina.

## História
A origem do nome "Porta Colina" é desconhecido. Filippo Coarelli associa-o a Colina Quirinal, enquanto Lawrence Richardson Jr. à "Região Colina", uma das quatro divisões da Roma republicana. Por tratar-se da zona mais meridional das defesas muradas, tornou-a propensa a ataques. Foi o local de duas batalhas, a primeira ocorrida em 477 a.C., num confronto entre romanos e etruscos, e a segunda em 82 a.C., durante a Segunda Guerra Civil de Sula (83–82 a.C.) entre as forças de Sula, lideradas por Pompeu Estrabão, e Cina. Na Idade Média passou a chamar-se Castelo de Adriano (Castellum Adriani) e tornar-se-ia porta da Cidade Leonina.

## Descrição
Vestígios desta porta foram desenterrados em 1872 e 1996, na esquina das atuais Via XX Settembre e a via Goito, no canto nordeste do edifício que abriga o Ministério das Finanças. Os dois longos muros da Porta Colina flanquearam as ruas e convergiram rumo a cidade. Eles foram reforçados por dois bastiões citados por Juvenal e Sidônio Apolinário.